# SHFV-Pokal 2015/16
Der SHFV-Pokal 2015/16 war die 63. Austragung des schleswig-holsteinischen Verbandspokals der Männer im Amateurfußball. Das Finale fand am 28. Mai 2016 statt. Der Pokalsieger qualifizierte sich für die erste Hauptrunde im DFB-Pokal 2016/17.

## Spielmodus
Es wird zunächst versucht in 90 Minuten einen Gewinner auszuspielen. Sollte es danach unentschieden stehen, kommt es wie in anderen Pokalwettbewerben zu einer dreißigminütigen Verlängerung. Sollte danach immer noch kein Sieger feststehen, wird dieser dann im Elfmeterschießen nach dem bekannten Muster ermittelt.

## Teilnehmende Mannschaften
Alle schleswig-holsteinischen Mannschaften, die in der Vorsaison oberhalb der Schleswig-Holstein-Liga spielten, waren automatisch qualifiziert. Zudem qualifizierten sich die Kreispokalsieger der 13 Kreisfußballverbände und der Sieger des Flens-Cups Meister der Meister. Zweitmannschaften waren nicht teilnahmeberechtigt.
Folgende Mannschaften waren somit für den SHFV-Pokal 2015/16 qualifiziert (in der Klammer ist die Ligenzugehörigkeit in dieser Spielzeit angegeben):
| Vereine der 3. Liga 2014/15 - Holstein Kiel (III) | Vereine der Regionalliga Nord 2014/15 - ETSV Weiche Flensburg (IV) - VfB Lübeck (IV) - VfR Neumünster (V) | Kreispokalsieger 2014/15 - Dithmarschen: TuRa Meldorf (V) - Herzogtum Lauenburg: SV Grün-Weiß Siebenbäumen (VI) - Kiel: TSV Altenholz (V) - Lübeck: ATSV Stockelsdorf (VII) - Neumünster: TSV Wankendorf (VI) - Nordfriesland: SV Blau-Weiß Löwenstedt (VI) - Ostholstein: TSV Pansdorf (VI) - Plön: Preetzer TSV (V) - Rendsburg-Eckernförde: Gettorfer SC (VI) - Schleswig-Flensburg (inkl. Flensburg): Flensburg 08 (V) - Segeberg: SV Todesfelde (V) - Steinburg: FC Reher/Puls (V) - Stormarn: SV Eichede (V) | Meister der Meister 2014/15 - TSB Flensburg (V) |

| Ligaebene in Klammern: III = 3. Liga • IV = Regionalliga Nord • V = Schleswig-Holstein-Liga • VI = Verbandsligen • VII = Kreisligen |

## Termine
Die Spiele des SHFV-Pokals wurden an folgenden Terminen ausgetragen:
Qualifikation: 11. Juli 2015

Achtelfinale: 10./11./17./18. Juli 2015

Viertelfinale: 18./26. Juli, 26. August und 9. September 2015

Halbfinale: 14. November 2015 und 26. März 2016

Finale: 28. Mai 2016

## Qualifikation
Da mehr als 16 Mannschaften am diesjährigen Turnier teilnehmen, mussten vier Mannschaften in einer Qualifikationsrunde die letzten beiden Achtelfinalisten ausspielen (In Klammern ist die Ligaebene angegeben, in der der Verein spielt).
| Datum                 |                  | Ergebnis  |                    |
| --------------------- | ---------------- | --------- | ------------------ |
| 11.07.2015, 15:00 Uhr | Flensburg 08 (V) | 3:0 (1:0) | VfR Neumünster (V) |
| 11.07.2015, 15:00 Uhr | Preetzer TSV (V) | 0:1 (0:1) | TSB Flensburg (V)  |

## Achtelfinale
Die beiden Sieger der Qualifikationsrunde und die anderen 14 Mannschaften spielten in dieser Runde die acht Viertelfinalisten aus (In Klammern ist die Ligaebene angegeben, in der der Verein spielt).
| Datum                 |                                | Ergebnis             |                            |
| --------------------- | ------------------------------ | -------------------- | -------------------------- |
| 10.07.2015, 18:30 Uhr | Gettorfer SC (VI)              | 1:2 (1:1)            | TSV Altenholz (V)          |
| 10.07.2015, 19:00 Uhr | TSV Wankendorf (VI)            | 0:9 (0:3)            | ETSV Weiche Flensburg (IV) |
| 11.07.2015, 15:00 Uhr | TuRa Meldorf (V)               | 0:2 (0:1)            | SV Eichede (V)             |
| 11.07.2015, 16:00 Uhr | SV Grün-Weiß Siebenbäumen (VI) | 1:2 (1:2)            | FC Reher/Puls (V)          |
| 17.07.2015, 19:00 Uhr | Flensburg 08 (V)               | 4:3 n. V. (3:3, 3:0) | SV Todesfelde (V)          |
| 18.07.2015, 14:00 Uhr | ATSV Stockelsdorf (VII)        | 0:7 (0:2)            | Holstein Kiel (III)        |
| 18.07.2015, 15:00 Uhr | SV Blau-Weiß Löwenstedt (VI)   | 0:7 (0:3)            | VfB Lübeck (IV)            |
| 18.07.2015, 18:00 Uhr | TSV Pansdorf (VI)              | 2:3 n. V. (2:2, 1:0) | TSB Flensburg (V)          |

## Viertelfinale
Die Sieger des Achtelfinales ermittelten in vier Spielen die Halbfinalisten (In Klammern ist die Ligaebene angegeben, in der der Verein spielt).
| Datum                 |                   | Ergebnis  |                            |
| --------------------- | ----------------- | --------- | -------------------------- |
| 18.07.2015, 15:00 Uhr | TSV Altenholz (V) | 1:4 (1:1) | SV Eichede (V)             |
| 26.07.2015, 13:00 Uhr | FC Reher/Puls (V) | 2:4 (0:2) | VfB Lübeck (IV)            |
| 26.08.2015, 17:45 Uhr | TSB Flensburg (V) | 0:3 (0:1) | ETSV Weiche Flensburg (IV) |
| 09.09.2015, 17:15 Uhr | Flensburg 08 (V)  | 0:9 (0:4) | Holstein Kiel (III)        |

## Halbfinale
In diesen zwei Partien wurden die beiden Finalisten des SHFV-Pokals ermittelt (In Klammern ist die Ligaebene angegeben, in der der Verein spielt).
| Datum                 |                 | Ergebnis  |                            |
| --------------------- | --------------- | --------- | -------------------------- |
| 14.11.2015, 14:00 Uhr | VfB Lübeck (IV) | 1:0 (1:0) | Holstein Kiel (III)        |
| 26.03.2016, 15:00 Uhr | SV Eichede (V)  | 0:1 (0:1) | ETSV Weiche Flensburg (IV) |

## Finale
Das Finale fand am 28. Mai 2016 in Lübeck im Stadion an der Lohmühle statt. Der Sieger qualifizierte sich für die 1. Hauptrunde im DFB-Pokal 2016/17.
| Paarung               | VfB Lübeck – ETSV Weiche Flensburg                                                                         |
| Ergebnis              | 2:1 (0:1)                                                                                                  |
| Datum                 | 28. Mai 2016 um 17:00 Uhr                                                                                  |
| Stadion               | Stadion an der Lohmühle, Lübeck                                                                            |
| Schiedsrichter        | Frederik Glowatzka                                                                                         |
| Tore                  | 0:1 Christian Jürgensen (21.) 1:1 Moritz Marheineke (55.) 2:1 Stefan Richter (68.)                         |
| VfB Lübeck            | Toboll – Knechtel, Wehrendt, Nogovic, Kramer, Meyer, Richter, Maletzki, Bohnsack, Marheineke , Sievers     |
| ETSV Weiche Flensburg | Kirschke – Hummel, Jürgensen, Paetow, Schulz, Böhnke , Sykora, Meyer, Hasanbegović, Thomsen, Pastor Santos |